# Politiske partier i Tyrkiet
Dette er en liste over politiske partier i Tyrkiet. Tyrkiet har et flerpartisystem.
| Navn                         | Navn | Navn på Dansk                       | Partiformand                     | Politiske position              | Ideologi                                                          | Nationalformsalingen |
| ---------------------------- | ---- | ----------------------------------- | -------------------------------- | ------------------------------- | ----------------------------------------------------------------- | -------------------- |
| Adalet ve Kalkınma Partisi   | AKP  | Retfærdigheds- og Udviklingspartiet | Recep Tayyip Erdoğan             | Højrefløj                       | Konservatisme, Nationalkonservatisme, Erdoğanisme, Højrepopulisme | 264 / 600            |
| Cumhuriyet Halk Partisi      | CHP  | Republikanske Folkeparti            | Kemal Kılıçdaroğlu               | Centrum-venstre                 | Kemalisme, Socialdemokratisme                                     | 129 / 600            |
| Halkların Demokratik Partisi | HDP  | Folkets Demokratiske Parti          | Pervin Buldan                    | Centrum-venstre til venstrefløj | Kurdiske interesser, Sekularisme, Regionalisme                    | 57 / 600             |
| Milliyetçi Hareket Partisi,  | MHP  | Nationalistisk Bevægelsesparti      | Devlet Bahçeli                   | Højrefløj til yderste højrefløj | Nationalisme, Nationalkonservatisme, Højrepopulisme, Pantyrkisme  | 49 / 600             |
| İyi Parti                    | IYI  | Gode Parti                          | Meral Akşener                    | Centrum til Højrefløj           | Kemalisme, Nationalisme, Sekularisme                              | 38 / 600             |
| Saadet Partisi               | SP   | Lykkepartiet                        | Temel Karamollaoğlu              | Højrefløj til yderste højrefløj | Islamisme, Nationalisme                                           | 20 / 600             |
| Demokrasi ve Atılım Partisi  | DEVA | Demokrati- og Fremskridtspartiet    | Ali Babacan                      | Centrum til Centrum-højre       | Liberalisme, Liberalkonservatisme                                 | 15 / 600             |
| Demokrat Parti               | DP   | Demokrat Partiet                    | Gültekin Uysal                   | Centrum-højre                   | Liberalkonservatisme                                              | 3 / 600              |
| Türkiye İşçi Partisi         | TIP  | Tyrkiets Arbejderparti              | Erkan Baş                        | Yderste venstrefløj             | Kommunisme, Marxisme-Leninisme                                    | 3 / 600              |
| Demokratik Bölgeler Partisi  | DBP  | Demokratiske Regionsparti           | Saliha Aydeniz & Keskin Bayındır | Venstrefløj                     | Kurdiske interesser, Regionalisme, Demokratisk socialisme         | 2 / 600              |